# Nová Ves pod Pleší
Nová Ves pod Pleší è un comune della Repubblica Ceca facente parte del distretto di Příbram, in Boemia Centrale.